# Каррильо де Акунья, Альфонсо
Альфонсо Каррильо де Акунья (исп. Alfonso Carrillo de Acuña; около 11 августа 1410, Карраскоса — 1 июля 1482, Алькала-де-Энарес) — архиепископ Толедский c 1446 по 1482 год, одно из основных действующих лиц войны за кастильское наследство.

## Биография

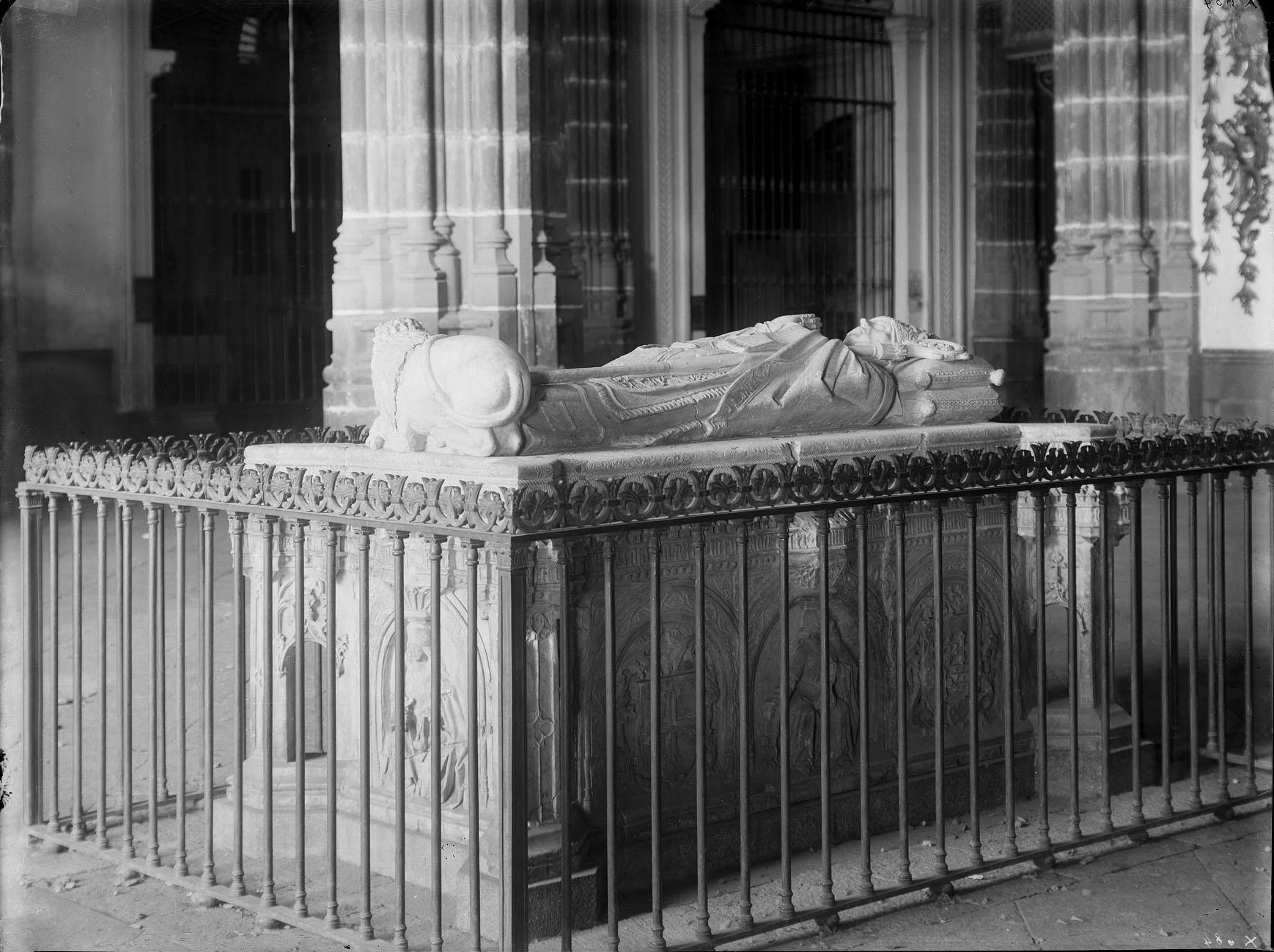
Могила архиепископа Каррильо (Жан Лоран ca. 1870) в Алькала-де-Энарес.

Отпрыск знатного португальского рода да Кунья (в кастильском произношении Акунья), в придворных делах Альфонсо поддерживал своего родича Хуана Пачеко (из того же рода Акунья), который при безвольном Энрике IV фактически сосредоточил в своих руках все бразды управления королевством.
Когда место Пачеко при дворе занял Бельтран де ла Куэва, примас Испании перешёл в оппозицию к королевской власти. Он надеялся сместить Энрике и посадить на престол его младшего брата Альфонса, а после смерти последнего поддерживал Изабеллу Кастильскую. На собрании грандов 1465 года объявил короля низложенным. Он же устроил тайный брак Изабеллы с Фердинандом Арагонским.
Озабоченный ростом влияния на Изабеллу враждебного ему клана Мендоса, и в особенности кардинала Мендосы (которому он в 1469 году продал замок Хадраке), Акунья позже перешёл на сторону португальской ставленницы Хуаны Бельтранехи, принимал на её стороне участие в битве при Торо (1476), но вынужден был покориться и удалиться в монастырь.